# Weymouth-Kiefer
Die Strobe (Pinus strobus), auch Weymouth-Kiefer, Weymouthskiefer oder Seidenkiefer genannt, ist eine Pflanzenart aus der Gattung der Kiefern (Pinus) innerhalb der Familie der Kieferngewächse (Pinaceae). Im östlichen Nordamerika ist sie die größte Nadelbaum-Art, mit bis zu 500 Jahre alten Exemplaren. Sie ist der offizielle Staatsbaum der US-Bundesstaaten Maine und Michigan.
Das Eponym bezieht sich nicht auf den englischen Entdecker und Schriftsteller George Weymouth, der sie 1605 nach Europa brachte, sondern auf Thomas Thynne, 1. Viscount Weymouth, der sie im 18. Jahrhundert in England als Forstbaum etablierte.

## Beschreibung

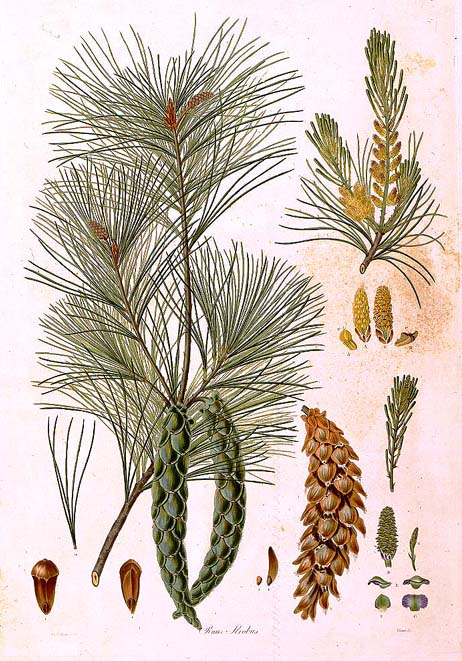
Illustration

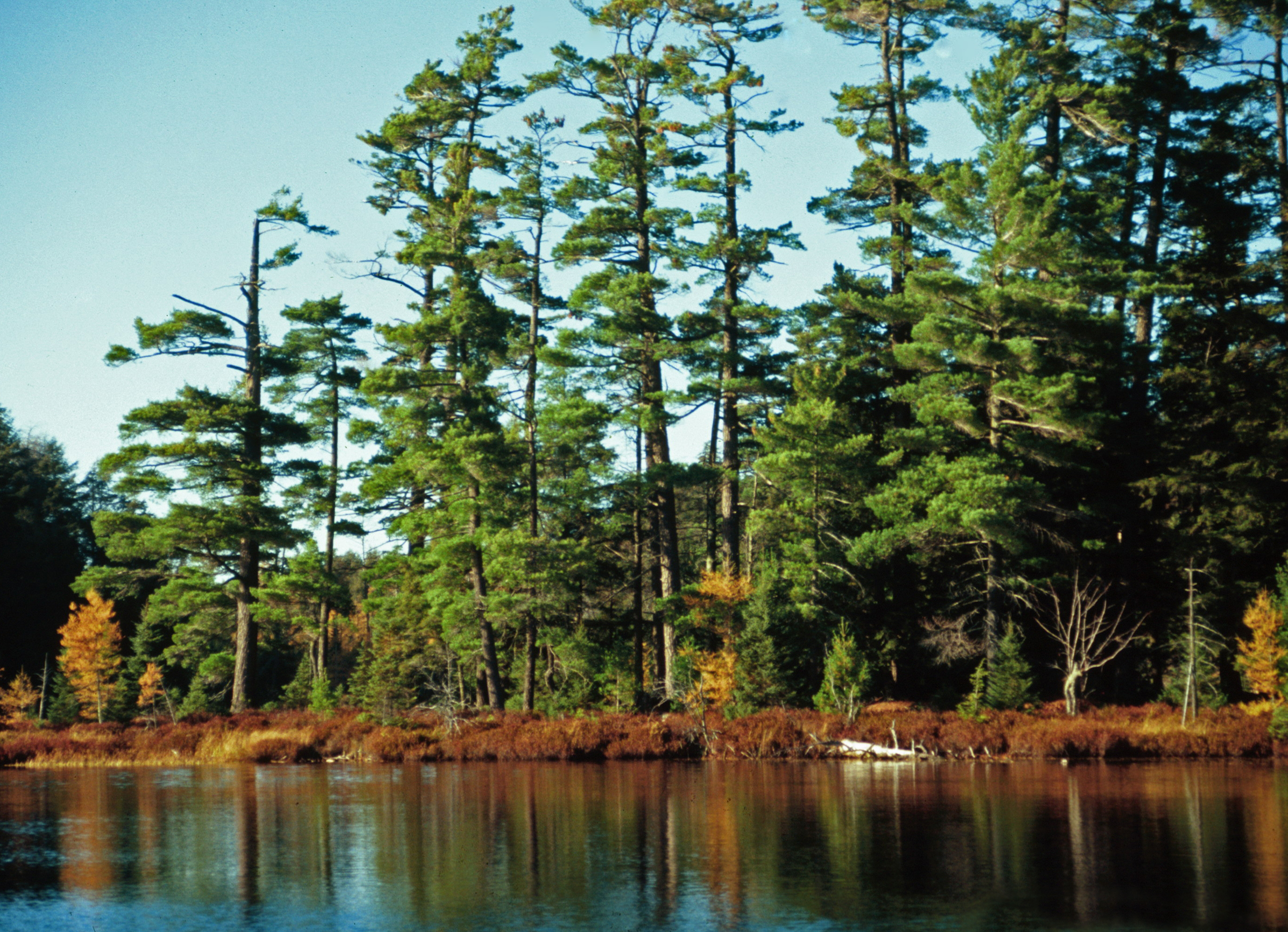
Stroben am Katherine Lake, Ottawa National Forest, Michigan

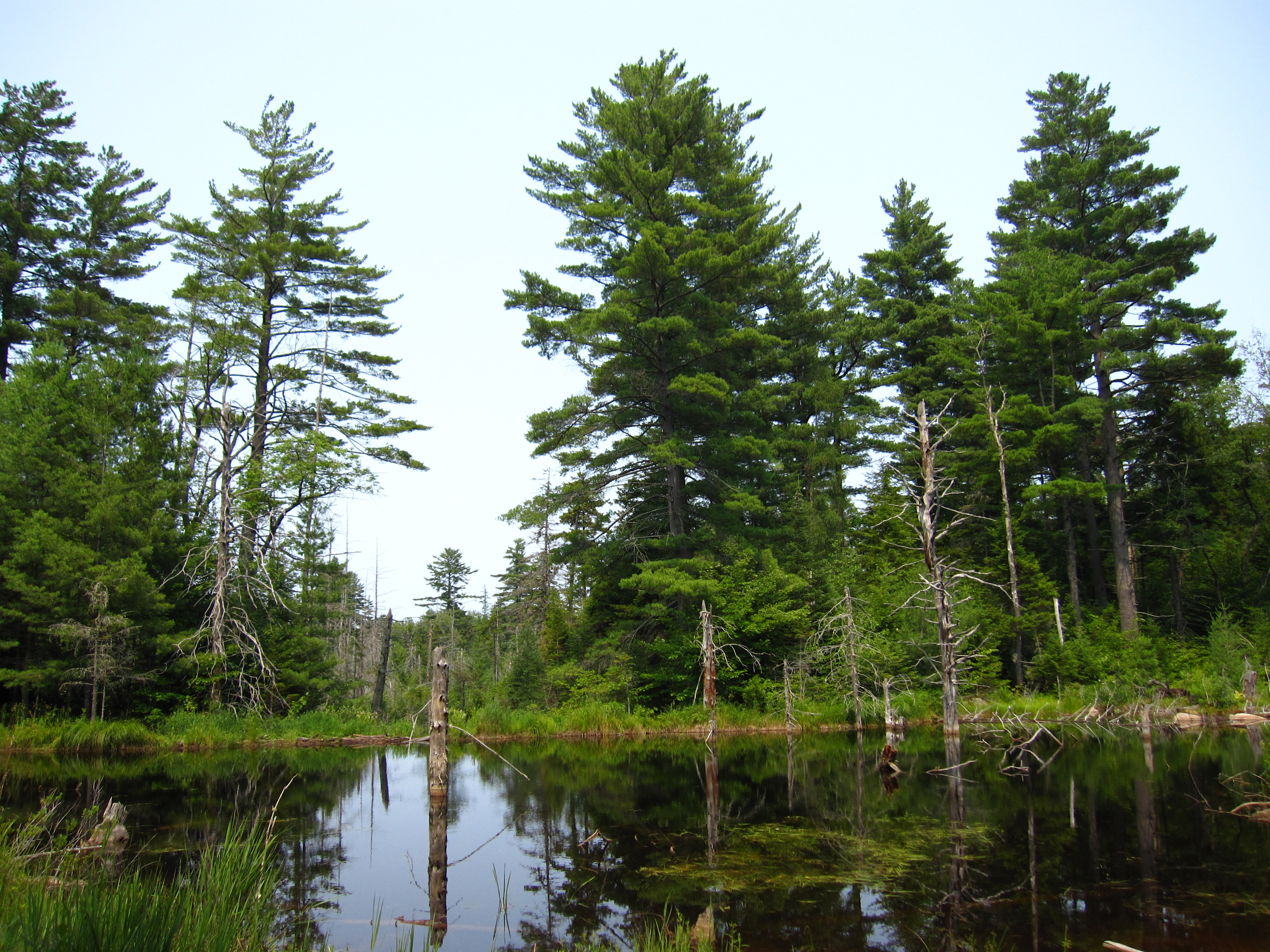
Bestände mit älteren Bäumen in der Five Ponds Wilderness Area in New York, USA

### Erscheinungsbild
Die Weymouth-Kiefer ist ein immergrüner Baum mit Wuchshöhen zwischen 25 und 35 Metern, der aber auch eine Höhe bis 67 Meter erreichen kann. Der Brusthöhendurchmesser erreicht Werte von 1 bis 3 Metern. Sie kann bis zu 450 Jahre alt werden. Die säulenförmigen Stämme wachsen gerade und weisen eine starke Beastung auf. Die meist zu fünft in unregelmäßigen Quirlen stehenden Äste sind weit ausladend und gehen fast rechtwinklig vom Stamm ab. An den Enden richten sie sich oft auf und sind büschelig benadelt. Junge Zweige sind sehr dünn. Freistehende Bäume bilden eine symmetrisch kegelförmige Krone aus, während Bäume im Bestand schmalkronig wachsen und einen langen astfreien Stamm haben. Altbäume, die im Bestand wachsen, bekommen eine breite und unregelmäßige Krone.

### Wurzelsystem
Das Hauptwurzelsystem besteht aus einer Pfahlwurzel und meist drei bis fünf weitreichenden Seitenwurzeln, welche bis in mittlere Bodentiefen vordringen. Die Pfahlwurzel von Altbäumen ist meist stark beschädigt, weshalb diese häufig vom Wind geworfen werden. Auf flachgründigen und schlecht drainierten Böden ist die Weymouth-Kiefer ein Flachwurzler, während auf tiefgründigen Böden von den Seitenwurzeln nach unten wachsende Senkerwurzeln abgehen. Kleine Seitenwurzeln werden direkt am Wurzelhals gebildet.
Die Weymouth-Kiefer bildet Ektomykorrhizen aus. Zu den häufigsten Mykorrhizapartnern gehören der Fliegenpilz (Amanita muscaria), der Pfifferling (Cantharellus cibarius), Russula lepida, Scleroderma vulgare, der Elfenbeinröhrling (Suillus placidus), der Weinrote Schuppenröhrling (Suillus spraguei) sowie verschiedene Arten der Trichterlinge (Clitocybe) und der Milchlinge (Lactarius).

### Borke
Junge Bäume weisen eine dünne und glatte Borke auf, die dunkelgrün und oft etwas rötlich getönt ist. Altbäume haben eine 2,5 bis 5 Zentimeter dicke, rissige Borke. Diese ist graubraun gefärbt und in breite Schuppen aufgeteilt, welche durch flache Risse getrennt werden. Die jungen Zweige haben eine grüne und flaumig behaarte Rinde, welche später kahl und orangefarben wird. Die Rinde von älteren Zweigen hat aufgrund von bleibenden Kurztriebnarben eine raue Oberfläche.

### Holz
Das cremefarbene bis strohgelbe Kernholz wird von einem nahezu weißen Splint umgeben. Es bestehen gleitende Übergänge zwischen Früh- und Spätholz. Vor allem im Spätholz sind die Harzkanäle gut erkennbar, welche einzeln oder in Gruppen von zwei oder drei stehen. Mit einer Darrdichte von 0,38 g/cm³ ist das weiche Strobenholz relativ leicht, aber stark belastbar. Es ist schraubenfest, sehr maßhaltig und lässt sich leicht bearbeiten, imprägnieren und trocknen, ist aber wenig dauerhaft. Selbst das Kernholz muss beim Verbau in fäulnisgefährdeten Lagen imprägniert werden. Das Holz der Weymouth-Kiefer ist weich und leicht wird deshalb gerne als Material für Bienenbeuten genutzt. Das Kurzzeichen als Handelsholz nach EN 13556 ist PNST.

### Knospen und Nadeln
Die scharf zugespitzten, eiförmig-zylindrischen Winterknospen werden zwischen 0,4 und 1 Zentimeter lang und haben dünne, rötlich-braun gefärbte Knospenschuppen, die etwas verharzt sind.
Die blau- bis dunkelgrünen Nadeln werden zwischen 6 und 12 Zentimeter lang und 0,7 bis 1 Millimeter breit. Sie stehen in Gruppen von fünf an den Kurztrieben in 1 bis 1,5 Zentimeter langen, hell orangebraunen Nadelscheiden, die im August des ersten Jahres abfallen. Die Nadeln sind gerade, etwas gedreht, weich und biegsam. Im Querschnitt sind sie dreieckig und ihre Kanten sind fein gesägt. Nur die adaxialen Seiten tragen schmale, weiße Spaltöffnungsbänder. Es werden meist zwei, seltener ein oder drei Harzkanäle gebildet. Die Nadeln verbleiben zwei bis drei Jahre am Baum, ehe sie sich braun verfärben und im Herbst abfallen.

### Blüten, Zapfen und Samen
Die Strobe ist einhäusig-getrenntgeschlechtig (monözisch) und wird mit 5 bis 10 Jahren mannbar, wobei männliche Blütenzapfen nicht vor dem 9. Jahr ausgebildet werden. Die Blütezeit erstreckt sich von Mai bis Juni. Die hellbraunen bis braunen männlichen Blütenzapfen sind oval und werden 0,8 bis 1 Zentimeter lang. Man findet sie grundständig stehend an diesjährigen Trieben im unteren Kronenbereich. Die bis zu 1,2 Zentimeter langen weiblichen Blütenzapfen sind rosafarben bis purpurrot gefärbt. Sie wachsen in Gruppen von zwei bis vier meist im oberen Kronenbereich an der Spitze von älteren Trieben. Im Gegensatz zu den weiblichen Blütenzapfen werden die männlichen nicht jedes Jahr gebildet. Die Bestäubung erfolgt Mitte Juni. Gelegentlich tritt Selbstbefruchtung auf.
Die Zapfen sind nach der Bestäubung grün gefärbt und reifen im zweiten Jahr. Zur Reife sind sie braun gefärbt, selten nur 5 meist 8 bis 20 und manchmal bis 25 Zentimeter lang mit Durchmessern von rund 2,5 Zentimetern im geschlossenen und von 4 bis 8 Zentimetern im geöffneten Zustand. Sie sind in der Form zylindrisch, schmal und leicht gebogen. Man findet sie an bis zu 2 Zentimeter langen Stielen hängend, einzeln oder in Gruppen an zweijährigen Zweigen im oberen Kronenbereich. Jüngere Zapfen sind oft verharzt. Die 40 bis 100 relativ großen Zapfenschuppen sind dünn holzig, eiförmig und biegsam. Die Apophyse ist stumpf und blass braun bis graubraun und auf mittig stehenden Schuppen im Umriss mehr oder weniger rhombisch und geht in einen stumpfen, endständigen Umbo über. Pro Zapfenschuppe entwickeln sich zwei Samen. Die reifen Samen werden Anfang August des zweiten Jahres entlassen, die leeren Zapfen fallen im Winter vom Baum.
Die abgeflachten, breit verkehrt eiförmigen bis beinahe dreieckigen, selten ab 5, meist 7 bis 8 und manchmal bis 9 Millimeter langen Samen sind rötlich-braun bis grau und schwarz gefleckt und tragen einen 20 bis 28 Millimeter langen, blassbraunen Flügel, welcher sich nur mit zwei kleinen, seitlichen Anhängseln am Samenkörper festhält. Das Tausendkorngewicht liegt zwischen 8,6 und 22,7 Gramm.
Die Ausbreitung erfolgt großteils durch den Wind (Anemochorie). Die Weymouth-Kiefer vermehrt sich hauptsächlich generativ, sie ist aber auch in der Lage, Absenker zu bilden.

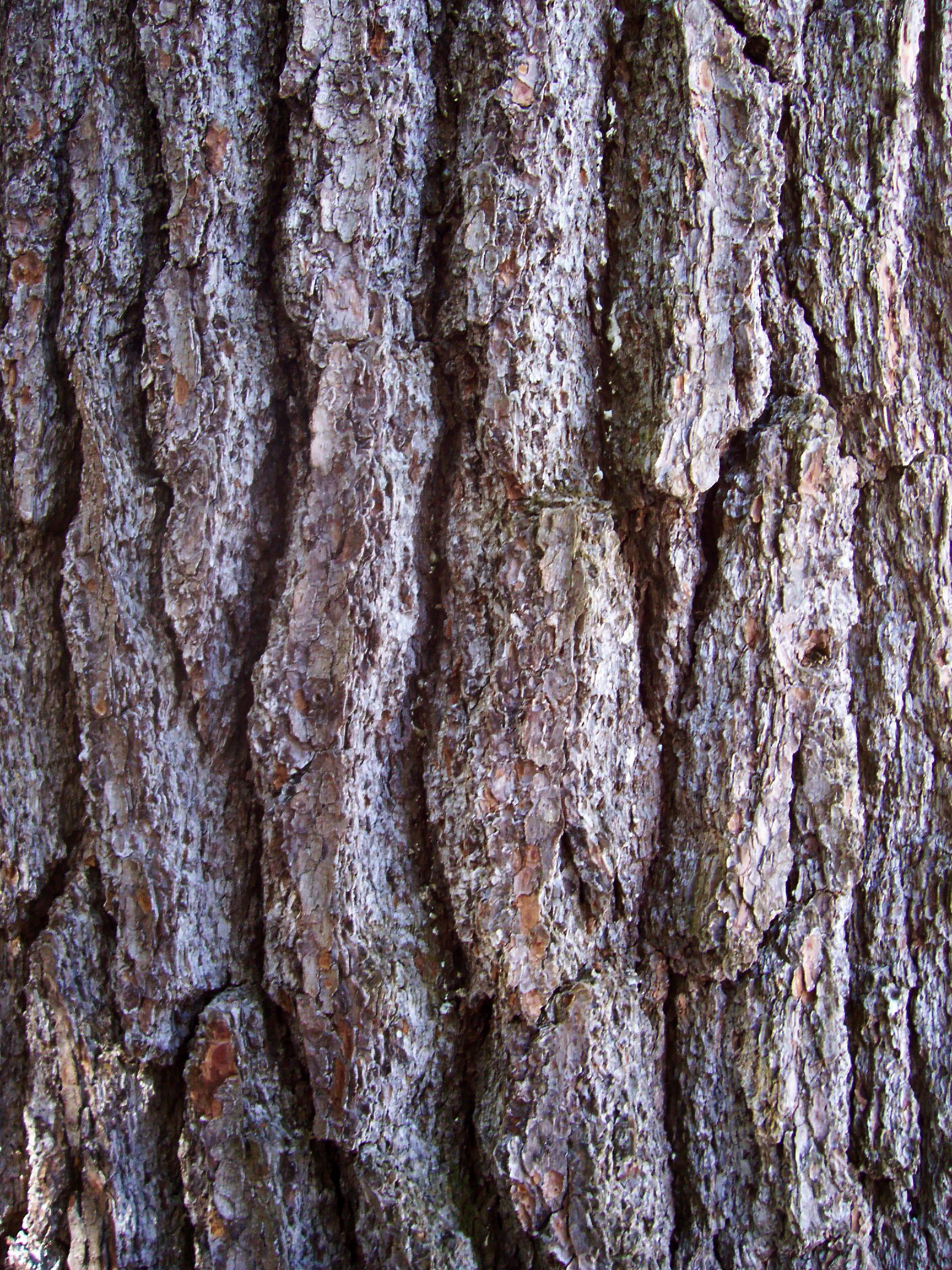
Borke
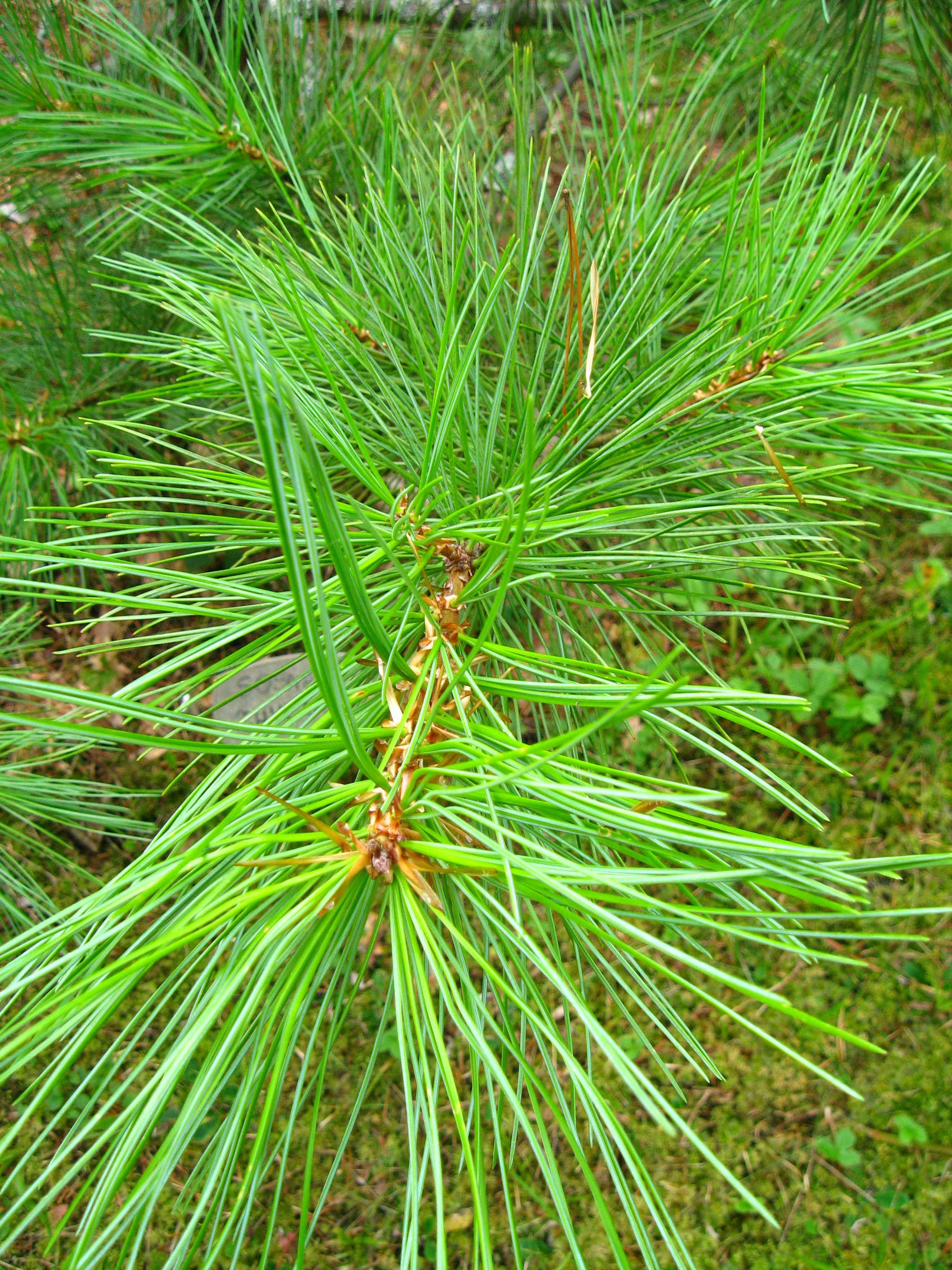
Zweig mit Nadeln
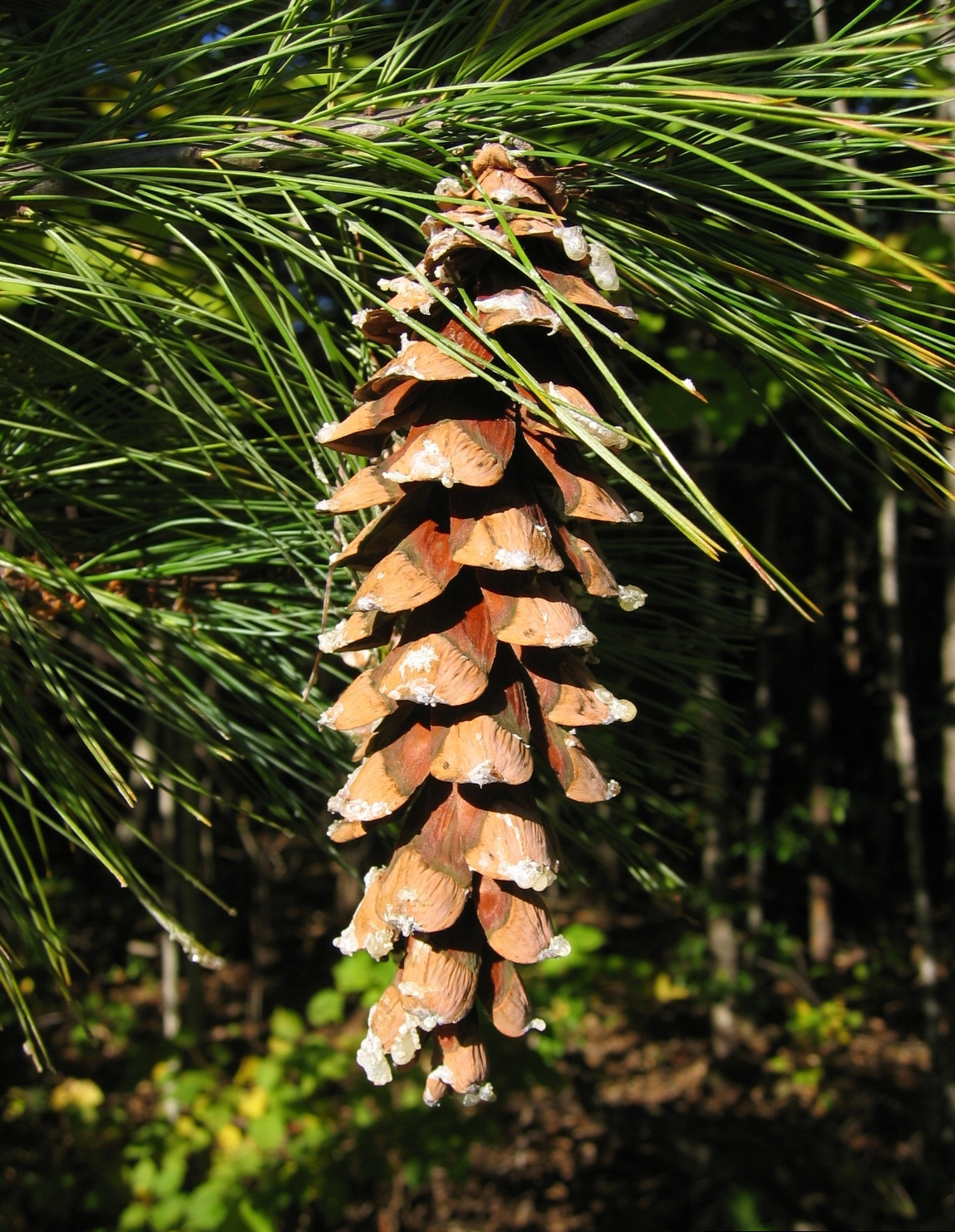
Zapfen der Varietät strobus mit an der Zapfenbasis zurückgebogenen Samenschuppen
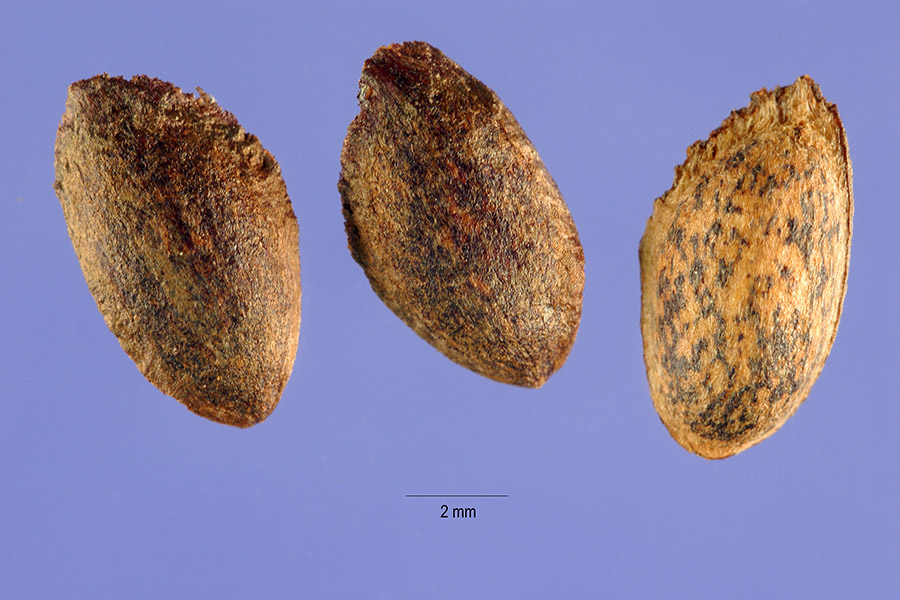
Samen

### Chromosomenzahl
Die Chromosomenzahl beträgt 2n = 24.

## Verbreitung und Standort

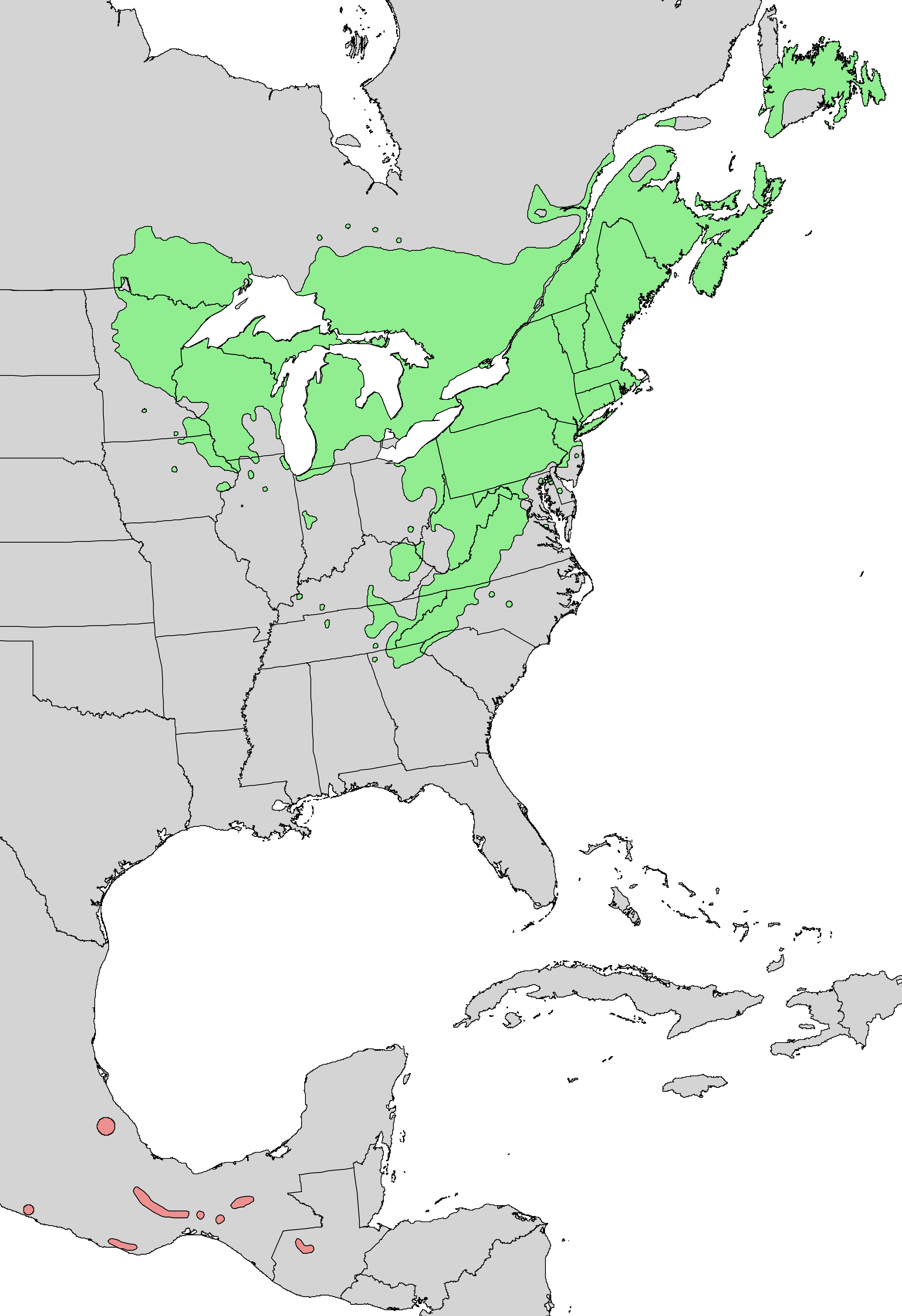
Verbreitungsgebiete von Pinus strobus var. strobus (grün) und Pinus strobus var. chiapensis (rot)

Das natürliche Verbreitungsgebiet reicht von Kanada und den Vereinigten Staaten bis nach Süd-Mexiko und Guatemala, wobei es zwischen den Beständen in Nordamerika und denen in Mittelamerika eine Lücke von 2400 Kilometern gibt, welche die beiden Varietäten Pinus strobus var. strobus und Pinus strobus var. chiapensis voneinander trennt.
Im Nordteil des Verbreitungsgebiets findet man die Art meist auf niedrigen Hügeln und in den Appalachen bis in eine Höhe von 1200 Metern. Es werden sowohl feuchte Flussniederungen, Moore, trockene und sandige Ebenen, steile und felsige Hänge sowie Felskuppen besiedelt. Optimal sind frische Sande und Lehme sowie Kiese, die gut drainiert sind. Seltener werden Tone und vernässte Böden besiedelt. Sie wächst dort in Gesellschaften der Klasse Pinetea strobi.
Als Pionier besiedelt die Weymouth-Kiefer Brandflächen, aufgelassene Äcker, Wiesen und Windwurfflächen, wird aber auf Standorten mittlerer Qualität häufig von Laubbäumen verdrängt. Auf Standorten niederer Qualität erweist sie sich aufgrund ihrer Anspruchslosigkeit jedoch als überlegen. Der pH-Wert der besiedelten Böden liegt zwischen 4,7 und 7,0. Die jährliche Niederschlagsmenge beträgt je nach Standort 510 bis 2030 mm, wovon etwa die Hälfte zwischen April und September fällt. Die Winter sind kalt und reich an Schnee.
Das Verbreitungsgebiet der Varietät chiapensis liegt in feuchten Berggebieten mit häufigen Nebeln in Höhen von 800 bis 2000 Metern. Der Niederschlagsmenge kann Werte von bis zu 3000 Millimetern erreichen. Frost tritt nicht auf. Beide Varietäten wachsen in Mischwäldern zusammen mit anderen Nadel- oder Laubbaumarten, wobei mehrere Laubbaumarten, beispielsweise der Amerikanische Amberbaum (Liquidambar styraciflua) oder die Spätblühende Traubenkirsche (Prunus serotina), mit ähnlich weit auseinander liegenden Verbreitungsgebieten sowohl in den Appalachen als auch in Mexiko und Guatemala vorkommen.
Die Strobe wuchs 1999 auf 0,26 % der bayerischen Waldflächen und ist damit nach Douglasie und Japanlärche die dritthäufigste Fremdbaumart. Die Bäume wurden überwiegend um 1900 gepflanzt; nach 1925 geschah dies wegen der Ausbreitung des Blasenrosts (Cronartium ribicola) kaum noch.

Die Strobe erbringt einen höheren Ertrag als die Föhre (Waldkiefer) und das Holz erzielt etwas höhere Preise. Sie hat geringe Nährstoffansprüche, ist auf Buntsandstein und Kreide der Kiefer überlegen und besiedelt extreme Standorte wie Sand-, Schotter-, Block- und Moorböden. Sie ist frost- und spätfrosthart und wenig nassschneegefährdet. Die besten Wachstumsbedingungen sind auf frischen, feuchten und wechselfeuchten Böden gegeben.

## Gefährdung und Schutz
In der Roten Liste der IUCN wird Pinus strobus als nicht gefährdet („Least Concern“) eingestuft. Die Art hat in Nordamerika ein sehr großes Verbreitungsgebiet und die Varietät strobus breitet sich in vielen Gebieten stark aus. Die großen Bestände, die von den europäischen Siedlern stark genutzt wurden, waren bis zum Ende des 19. Jahrhunderts verbraucht. Voll ausgewachsene Bäume sind selten, doch ist die Art durch den starken Zuwachs nicht gefährdet. Auch gibt es viele Bestände in geschützten Bereichen. Pinus strobus var. chiapensis wird jedoch als stark gefährdet („Endangered“) geführt. Die Varietät hat ebenfalls ein großes Verbreitungsgebiet („extent of occurrence“), jedoch sind die Populationen meist klein (5 bis 20 Hektar) und isoliert. Die größten Bestände gibt es in Chiapas und Oaxaca, die größte davon bei El Rincon in Oaxaca mit etwa 50.000 ausgewachsenen Bäumen auf einem Gebiet von 1500 Hektar. Die tatsächlich bewachsenen Flächen („area of occupancy“) werden zusammen auf etwa 400 Quadratkilometer geschätzt, und die Bestände gehen weiterhin zurück. Früher wurden die Bestände übernutzt, weil das Holz für die Schifffahrt Verwendung fand. Obwohl die Holzqualität gut ist und die Bäume lokal zur Holzgewinnung verwendet werden, besteht die Hauptgefahr in der Abholzung der Bestände für den Mais- oder Kaffeeanbau oder der Errichtung von Weiden für Rinder. Eine weitere Gefahr ist das Eindringen gebietsfremder Arten wie der Schachtelhalmblättrigen Kasuarine (Casuarina equisetifolia) oder der Mexikanischen Zypresse (Cupressus lusitanica).
Das Bundesamt für Naturschutz schätzt Pinus strobus als invasive Art ein und hat sie auf die Managementliste der Schwarzen Liste invasiver Arten gesetzt, da sie einheimische Arten verdrängen kann.

## Systematik
Die Weymouth-Kiefer wird innerhalb der Gattung der Kiefern (Pinus) der Untergattung Strobus, der Sektion Quinquefoliae und der Subsektion Strobus zugeordnet. Carl von Linné  beschrieb Pinus strobus 1753 zum ersten Mal in der heute gültigen Form. Es werden danach zwei Varietäten unterschieden:
- Pinus strobus var. strobus (Syn.: Pinus nivea Booth ex Carrière, Pinus strobus subsp. cumberlandensis Silba)[27]: Die Nadeln sind durchschnittlich 8 Zentimeter lang. Die Samenzapfen erreichen eine Länge von selten 8, meist 10 bis 18 und manchmal bis 20 Zentimeter, deren Stiel ist bis zu 3 Zentimeter lang. Es werden durchschnittlich 70 Samenschuppen gebildet, die sterilen Schuppen an der Basis sind zurückgebogen. Das Verbreitungsgebiet der Varietät liegt im Osten Nordamerikas.[20][21] Die Varietät strobus findet man in den Waldgebieten um die Großen Seen und den Sankt-Lorenz-Strom. Die nördliche Verbreitungsgrenze erstreckt sich von den borealen Nadelwäldern Neufundlands über den Oberen See bis ins südöstliche Manitoba. Die Westgrenze verläuft durch Wisconsin, Südost-Minnesota, Nordost-Iowa und Illinois. Von diesen Staaten verläuft die Südgrenze zurück zur Atlantikküste Neuenglands, erstreckt sich aber entlang der Appalachen bis in die Laubwaldregionen Nordwest-South Carolinas und Nord-Georgias.[28]

- Pinus strobus var. chiapensis Martínez (Syn.: Pinus chiapensis (Martínez) Andresen, Pinus strobus subsp. chiapensis (Martínez) A.E.Murray)[27]: Die Nadeln sind durchschnittlich 10 Zentimeter lang. Die Zapfen haben eine sehr variable Länge zwischen 6 und 25 Zentimetern, der Stiel ist bis zu 4,5 Zentimeter lang. Es werden durchschnittlich 90 Samenschuppen gebildet, die Schuppen nahe der Basis sind nicht zurückgebogen.[20][21] Die Varietät wurde 1940 von Maximino Martínez als Varietät von Pinus strobus erstbeschrieben.[29] John William Andresen benannte das Taxon als eigene Art Pinus chiapensis (Martínez) Andresen,[30] was durch morphometrische Untersuchungen gestützt wird.[31] Von den meisten Autoren werden die Unterschiede jedoch als zu gering angesehen, und sie blieben bei der Einstufung als Varietät.[20][21][4][32] Das Verbreitungsgebiet der Varietät chiapensis liegt in Mexiko in Guerrero, im Osten von Puebla, in Veracruz, in Oaxaca und Chiapas und in Guatemala im Departamento Quiché und im Departamento Huehuetenango.[33] Die beiden Populationen waren wahrscheinlich noch zur Eiszeit miteinander verbunden, als viele Baumarten durch den Vorstoß der Gletscher nach Süden verdrängt wurden.[7]

### Hybriden
Die Weymouth-Kiefer  bildet mit den meisten anderen Vertretern der Untersektion Strobus Hybriden, Ausnahmen sind die Zuckerkiefer (Pinus lambertiana) und Armands Kiefer (Pinus armandii). Mit der Westlichen Weymouth-Kiefer (Pinus monticola) und mit der Tränenkiefer Pinus wallichiana bildet die Art luxurierende Hybriden. Die Kreuzung mit der Tränenkiefer wird als Pinus ×schwerinii Fitschen bezeichnet.

## Nutzung

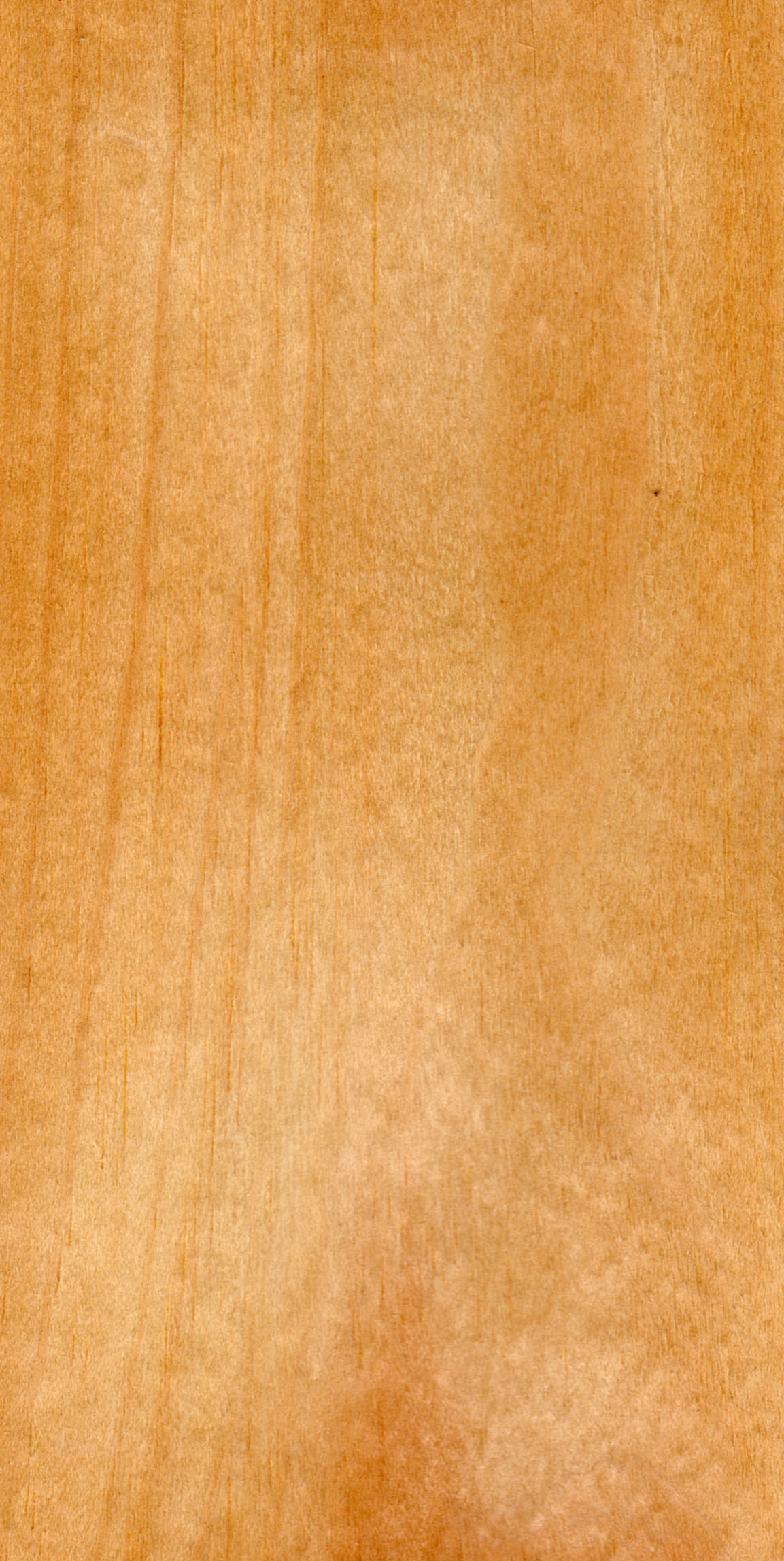
Holz der Weymouth-Kiefer

Die Weymouth-Kiefer war früher der wichtigste Holzlieferant im Osten Nordamerikas. Während der Kolonialzeit verbot die britische Regierung den Kolonisten das Fällen von größeren Vertretern der Art, weil sie die Bäume ausschließlich für die britische Marine als Masten der Schiffe verwenden wollte. Aufgrund der intensiven Nutzung existieren heute kaum noch Altbestände. Aus dem Holz wurden viele Bauernhöfe, Fabriken und Städte im Osten und Mittleren Westen der USA errichtet. Es kann vielfältig im Innen- und Außenbau verwendet werden. Heute wird der Großteil des Holzes zu Schnitt- und Sperrholz verarbeitet sowie zur Möbel-, Papier- und Spielzeugherstellung genutzt. Weitere Nutzungsmöglichkeiten existieren in der Kunstschreinerei und als Konstruktionsholz. Das belastbare und nach Imprägnierung auch dauerhafte Holz lässt sich leicht nageln, ist geradfaserig, verwirft nur wenig und trocknet leicht. Es wirkt aufgrund seiner homogenen Struktur attraktiv und nimmt Farben gut an und wurde früher auch zum Schiffsbau verwendet.
Die Weymouth-Kiefer wird häufig gepflanzt, nicht nur zur Holzgewinnung, sondern auch im Stadtbereich und zur Wiederaufforstung von durch den Kohlenabbau beeinträchtigten Flächen. US-Amerikaner und Kanadier verwenden Vertreter der Art auch häufig als Christbäume, da sie gut in die richtige Form gebracht werden können. Gärtnerisch werden mehrere Kultivare verwendet, darunter besonders häufig zwergwüchsige Formen.

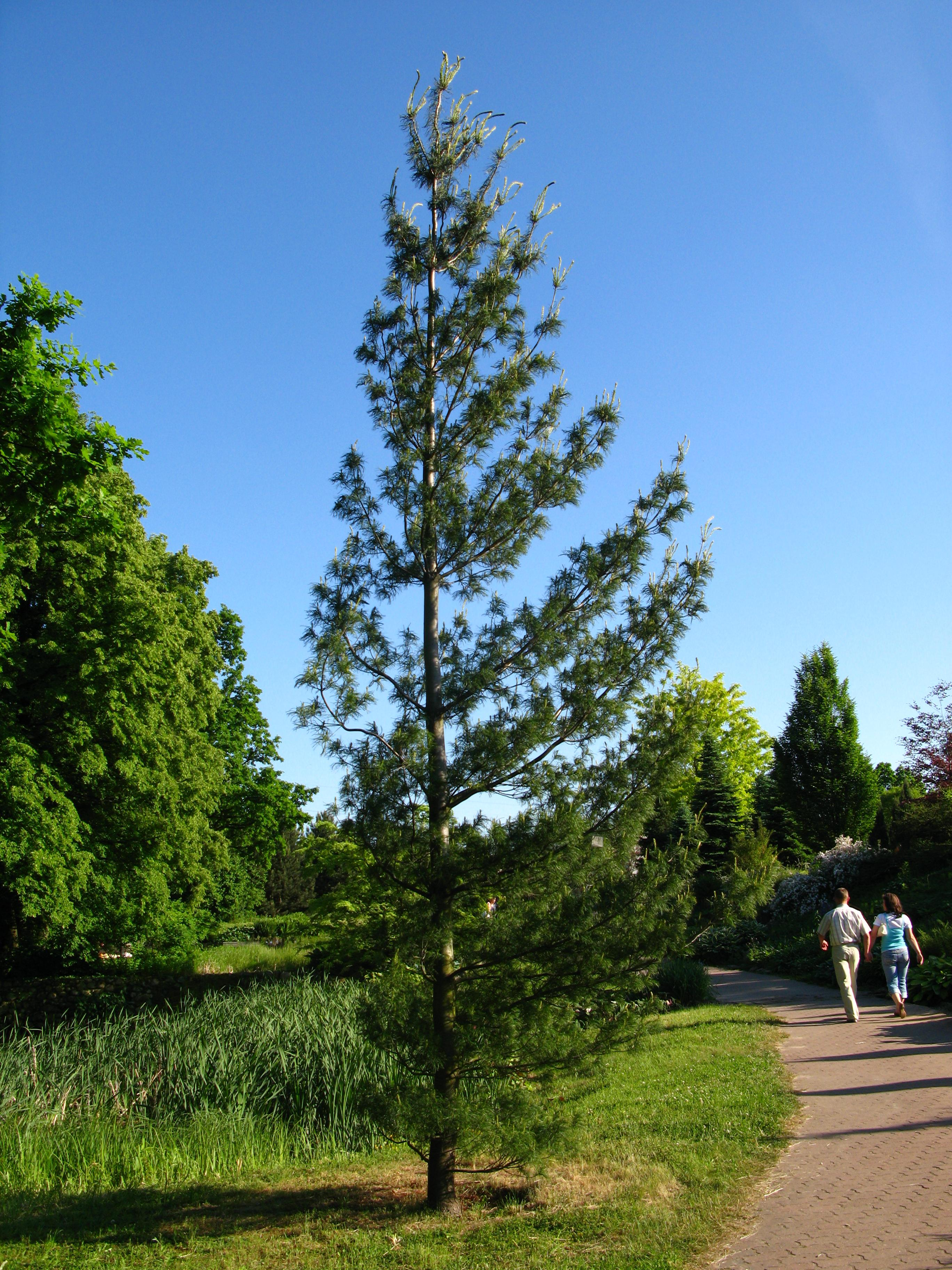
Kultivar 'Tortuosa' im Botanischen Garten von Warschau

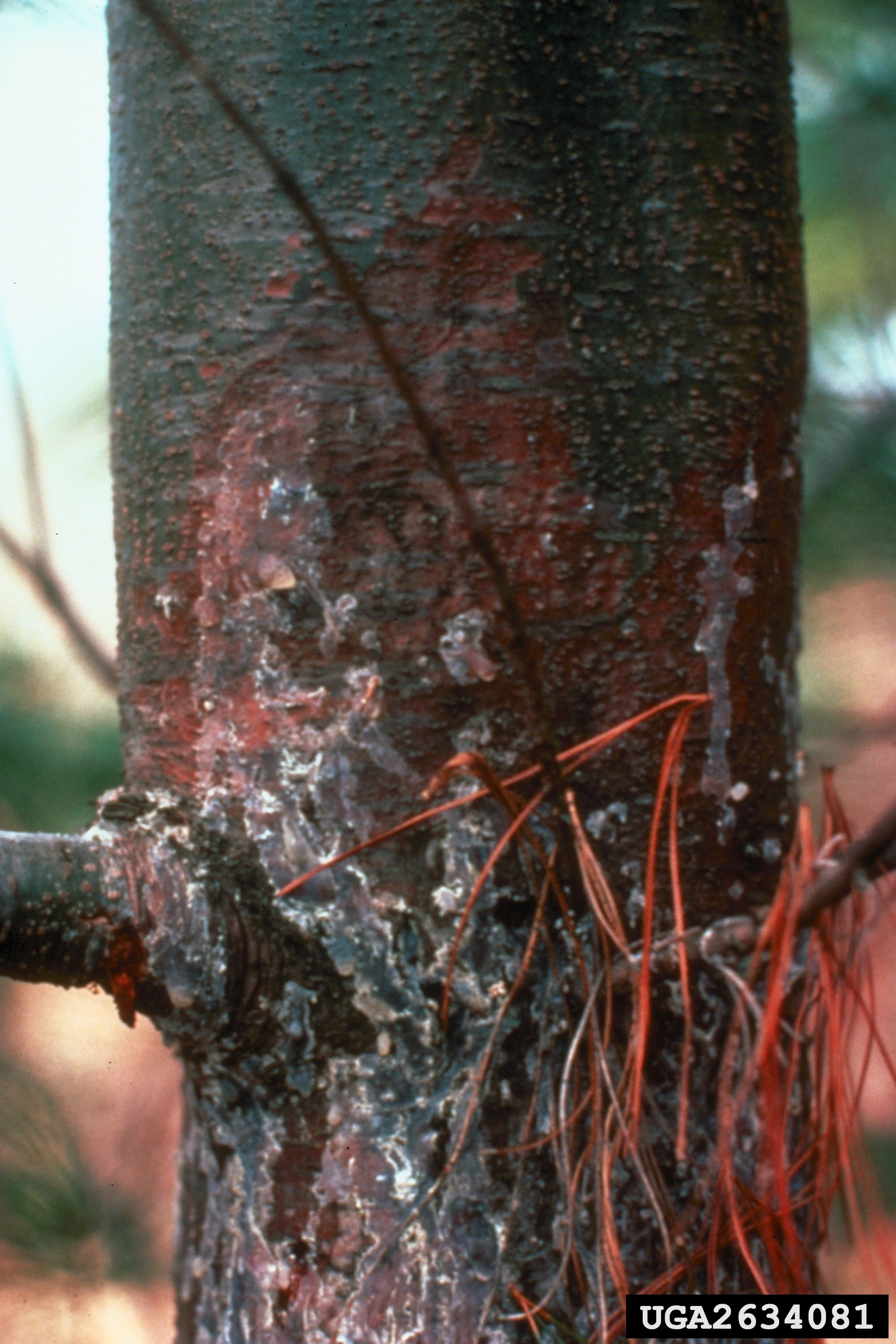
Weymouth-Kiefer mit Strobenrost (Cronartium ribicola)

In den Schwarzwald eingebrachte Weymouth-Kiefern werden im Handwerk von Holzbildhauern wegen des Holzes bevorzugt zum Bau von Kuckucksuhren genutzt.
Das Holz der Weymouth-Kiefer wird auch beim Sportholzfällen (z. B. Stihl Timbersports) häufig genutzt.

## Krankheiten und Schädlinge
Die Weymouth-Kiefer wird in ihrem natürlichen Verbreitungsgebiet von vielen pilzlichen und tierischen Schädlingen bedroht, wovon einige eingeschleppt wurden. Die Gefährdung durch Schadpilze stieg erst, als die Art auf ungeeigneten Standorten forstwirtschaftlich angebaut wurde. Der aus Europa eingeschleppte Strobenrost (Cronartium ribicola) ist der gefährlichste und am weitesten verbreitete Schadpilz der Weymouth-Kiefer. Es werden sowohl junge als auch alte Bäume, besonders in Regionen mit hoher Luftfeuchtigkeit sowie an den Randgebieten der Großen Seen, befallen. Ein Befall am Stamm kann bei jungen Bäumen zum Absterben führen. Ein Befall an den Ästen senkt den Zierwert und ist vor allem für Christbaumkulturen gefährlich. Stammfäule wird durch den Violetten Knorpelschichtpilz (Chondrostereum purpureum) sowie durch den Kiefern-Feuerschwamm (Phellinus pini) hervorgerufen. Der Dunkle Hallimasch (Armillaria ostoyae), der Wurzelschwamm (Heterobasidion annosum) und der Kiefern-Braunporling (Phaeolus schweinitzii) rufen Wurzelfäule hervor, richten aber nur geringe Schäden an.
Der Echte Kiefernrüssler (Pissodes pini) hat von den 277 an der Weymouth-Kiefer nachgewiesenen Schadinsekten die größte wirtschaftliche Bedeutung. Er ruft an den Bäumen Stammkrümmungen und Zuwachsverluste hervor, da er die Gipfeltriebe abtötet und der Baum die oberen Lateraltriebe aufrichtet. Junge Bäume können bei einem Befall absterben. Schwere Schäden werden vor allem in zwei- bis dreijährigen Beständen sowie in Christbaumkulturen verursacht.
Die Raupen des Kieferntriebwicklers (Rhyacionia buoliana) höhlen die Gipfeltriebe aus. Die befallenen Bäume entwickeln Deformationen, sterben aber nicht ab.
Der Rüsselkäfer Hylobius pales frisst an der Rinde von bis zu fünfjährigen Bäumen. Es treten häufig Abgänge auf.
Conophthorus coniperda kommt im gesamten Verbreitungsgebiet der Weymouth-Kiefer vor. Er befällt vor allem einjährige Zapfen und ist in der Lage, die Zapfenernte eines ganzen Jahres zu vernichten.
Die Weymouth-Kiefer reagiert empfindlich gegenüber Spätfrösten. Eisbehang sowie Nassschnee können zum Abbrechen von Ästen und zu Stammbrüchen führen. Die Art wird als der immissionsempfindlichste Baum aller nordamerikanischen Baumarten angesehen. Sie reagiert insbesondere gegen Fluorwasserstoff sehr empfindlich. Von einigen Autoren wird sie jedoch als nur mäßig anfällig gegenüber Ozon und Schwefeldioxid eingestuft.
Waldbrände erweisen sich oft als bestandsbedrohend, da es noch nach mehreren Jahren zu Abgängen kommen kann. Vor allem junge Bäume sind aufgrund ihrer dünnen Borke besonders waldbrandgefährdet.

## Symbolik
Als stark verbreitete Art im östlichen Nordamerika wurde die Weymouth-Kiefer als offizielles Symbol der US-Bundesstaaten Maine und Michigan sowie der kanadischen Provinz Ontario ausgewählt. Seit September 2017 wird sie auch als Symbol der fünf Stämme der Irokesen-Konföderation im Wappen und in der Flagge von Montreal abgebildet.